# 삼텐 부티아
삼텐 부티아(Samten Bhutia, 1977년 4월 21일 ~ )는 인도의 배우이다.